# Luis Cubilla
Luis Alberto Cubilla Almeida (Paysandú, 28 marzo 1940 – Asunción, 3 marzo 2013) è stato un allenatore di calcio e calciatore uruguaiano, di ruolo centrocampista.
Soprannominato El negro, è morto nel 2013 all'età di  72 anni a seguito di un tumore allo stomaco.

## Carriera

### Giocatore
Ala destra, membro della Nazionale uruguaiana tra gli anni sessanta e settanta, Cubilla cresce calcisticamente nella squadra della sua città natale, il Colón de Paysandu.
Nel 1958 passa al Peñarol, con cui vince quattro titoli nazionali consecutivi (dal 1958 al 1961), due Coppe Libertadores (le prime due edizioni del 1960 e del 1961) e una Coppa Intercontinentale (1961).
L'exploit in patria gli vale la chiamata in Nazionale per i Mondiali di Cile '62: Cubilla segna un gol (nella prima partita contro la Colombia) su 2 presenze, con l'Uruguay che esce al primo turno.

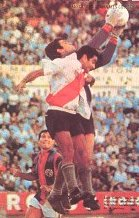
Luis Cubilla in azione con la maglia del River Plate

Dopo i mondiali Cubilla tenta l'avventura in Europa, al Barcellona: coi blaugrana disputa due stagioni e vince la Copa del Generalísimo (poi Coppa del Re) nel 1963. Nel 1964 passa al River Plate, quindi, cinque anni dopo, Cubilla fa rientro in patria, indossa stavolta la maglia dell'altra grande di Montevideo, il Nacional, con cui vince subito il campionato.
Nel 1970 viene convocato dal commissario tecnico della Nazionale uruguaiana Juan Hohberg per i Mondiali in programma in Messico, in cui gioca 5 partite con un gol e la Celeste coglie il quarto posto.
Gli anni a seguire saranno pieni di successi per i Cubilla, che con il Nacional può, da protagonista, aggiungere alla propria bacheca nazionale altri tre titoli uruguaiani consecutivi (dal 1970 al 1972), una Coppa Libertadores e una Coppa Intercontinentale (conquistate ambedue nel 1971), nonché la Coppa Interamericana nel 1972.
Nel 1974 Cubilla prende parte ai Mondiali di Germania Ovest, dove ottiene 2 presenze, mentre l'Uruguay viene eliminato al primo turno. Al termine della rassegna iridata lascia definitivamente la Nazionale.
Intanto, dopo i trionfi in patria col Nacional, Cubilla, in chiusura di carriera, passa a giocare coi cileni del Santiago Morning, mentre nel 1976 torna in Uruguay, al Defensor (poi Defensor Sporting): da capitano vince il titolo nazionale. Cubilla diviene così il primo calciatore ad aver vinto la Primera División Uruguaya con tre squadre diverse.
Al termine della stagione 1976 Cubilla decide di ritirarsi dall'attività agonistica, tentando l'avventura di allenatore.

### Allenatore
La carriera da tecnico per Cubilla inizia nel 1979, coi paraguaiani dell'Olimpia Asunción. In due anni conduce i bianconeri a vincere su ogni fronte, conquistando Coppa Libertadores, Coppa Intercontinentale, Coppa Interamericana e campionato paraguaiano.
Dopo una parentesi in Argentina, al Newell's Old Boys, Cubilla si siede nel 1981 sulla panchina del Peñarol, con cui vince il titolo nazionale. Nel 1982 è di nuovo all'Olimpia, con cui conquista un altro titolo paraguaiano. Nel 1983 va in Colombia, all'Atlético Nacional di Medellín: anche qui Cubilla si aggiudica il campionato colombiano.
Nel 1984 allena gli argentini del River Plate, poi si concede alcuni anni di pausa. Riparte nel 1988, ancora una volta all'Olimpia di Asunción, dove apre nuovamente un ciclo di vittorie: tre titoli paraguaiani, una Recopa Sudamericana e una nuova Coppa Libertadores nel 1990, quando gli viene oltretutto conferito il riconoscimento di allenatore sudamericano dell'anno.
Nel 1990 l'AUF gli conferisce l'incarico di allenare la Nazionale uruguaiana alla Copa América 1991 in Cile: l'Uruguay viene eliminato al primo turno per la peggior differenza reti nei confronti di Brasile e Colombia. Confermato sulla panchina della Celeste, guida l'Uruguay anche nella successiva edizione in Ecuador nel 1993: stavolta l'Uruguay supera il primo turno; l'avventura termina ai quarti contro la Colombia, che ha la meglio ai tiri di rigore.
Alla fine della stagione 1993 Cubilla lascia momentaneamente l'Olimpia, e, dopo una parentesi con gli argentini del Racing Club Avellaneda, torna ai bianconeri di Asunción nel 1995. In otto stagioni conquista altri quattro campionati paraguaiani e la Recopa Sudamericana nel 2003, anno in cui lascia di nuovo l'Olimpia.
Dopo una parentinesi, nel 2005 coi guatemaltechi del Comunicaciones, nel 2007 Cubilla ha firmato come allenatore degli ecuadoriani del Barcelona di Guayaquil.

## Palmarès

### Giocatore

#### Club

##### Competizioni nazionali
- Campionato uruguaiano: 9

Peñarol: 1958, 1959, 1960, 1961
Nacional: 1969, 1970, 1971, 1972
Defensor: 1976
- Coppa di Spagna: 1

Barcellona: 1962-1963

##### Competizioni internazionali
- Coppa Libertadores: 3

Peñarol: 1960, 1961
Nacional: 1971
- Coppa Intercontinentale: 2

Peñarol: 1961
Nacional: 1971
- Coppa Interamericana: 1

Nacional: 1971

#### Nazionale
- Copa Lipton: 1

1973

### Allenatore

#### Club

##### Competizioni nazionali
- Campionato paraguaiano: 9

Olimpia Asunción: 1979, 1982, 1988, 1989, 1990, 1995, 1997, 1998, 1999
- Campionato uruguaiano: 1

Peñarol: 1981
- Campionato colombiano: 1

Atlético Nacional: 1983

##### Competizioni internazionali
- Coppa Libertadores: 2

Olimpia Asunción: 1979, 1990
- Coppa Intercontinentale: 1

Olimpia Asunción: 1979
- Coppa Interamericana: 1

Olimpia Asunción: 1979
- Supercoppa Sudamericana: 1

Olimpia Asunción: 1990
- Recopa Sudamericana: 2

Olimpia Asunción: 1991, 2003

#### Individuale
- Allenatore sudamericano dell'anno: 1

1990